# Авільський собор
А́вільський собо́р (ісп. Catedral de Ávila), або Катедра́льний собо́р Христа́-Спаси́теля (ісп. Catedral de Cristo Salvador) — католицький катедральний собор в Іспанії, в місті Авіла. Головний храм Авільської діоцезії. Спланований як собор-фортеця, його абсида є однією з башт міської стіни.

## Історія

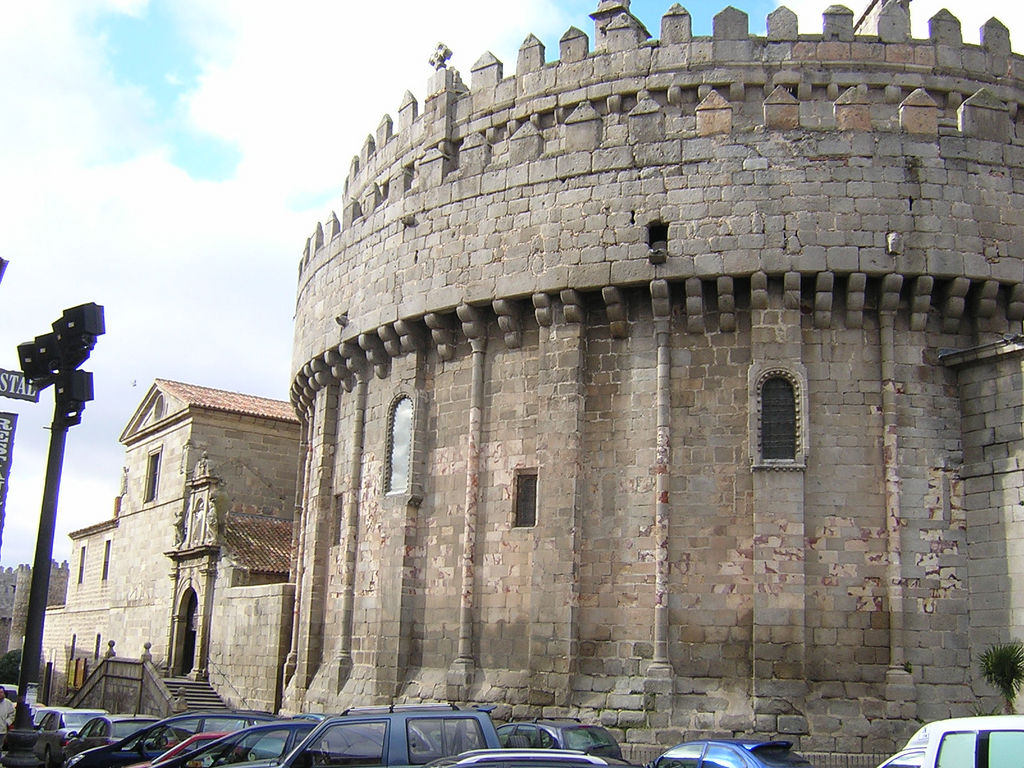
Абсида собору в Авілі.

Достеменно не відомо коли саме почалося будівництво собору, існує дві теорії. Одна з них стверджує, що будівництво розпочав Альвар Гарсія в 1091 серед залишків Церкви Спасителя, що опинилася в руїнах під час однієї з успішних атак мусульман, і що Альфонс VI Кастильський надав гроші на будівництво. Інші історики вірять, що собор — це робота маестро Фручела в ХІІ ст. якраз під час нового заселення Кастильї під керівництвом Раймунда Бургунського.
Перша стадія будівництва зайняла ХІІІ ст.  (башти, прибудови). Друга стадія — XIV ст.  (башти, монастир, склепіння, аркбутани). Вже в XV ст. собор був завершений і в 1475 Хуан Гуас встановив механічний годинник.

## Характеристики
Авільський собор вважається першимготичним собором в Іспанії. В ньому помітний французький вплив і деяка схожість з Абатством Сен-Дені — першою готичною церквою.